# New York Stock Exchange

Varianta loga New York Stock Exchange (NYSE)

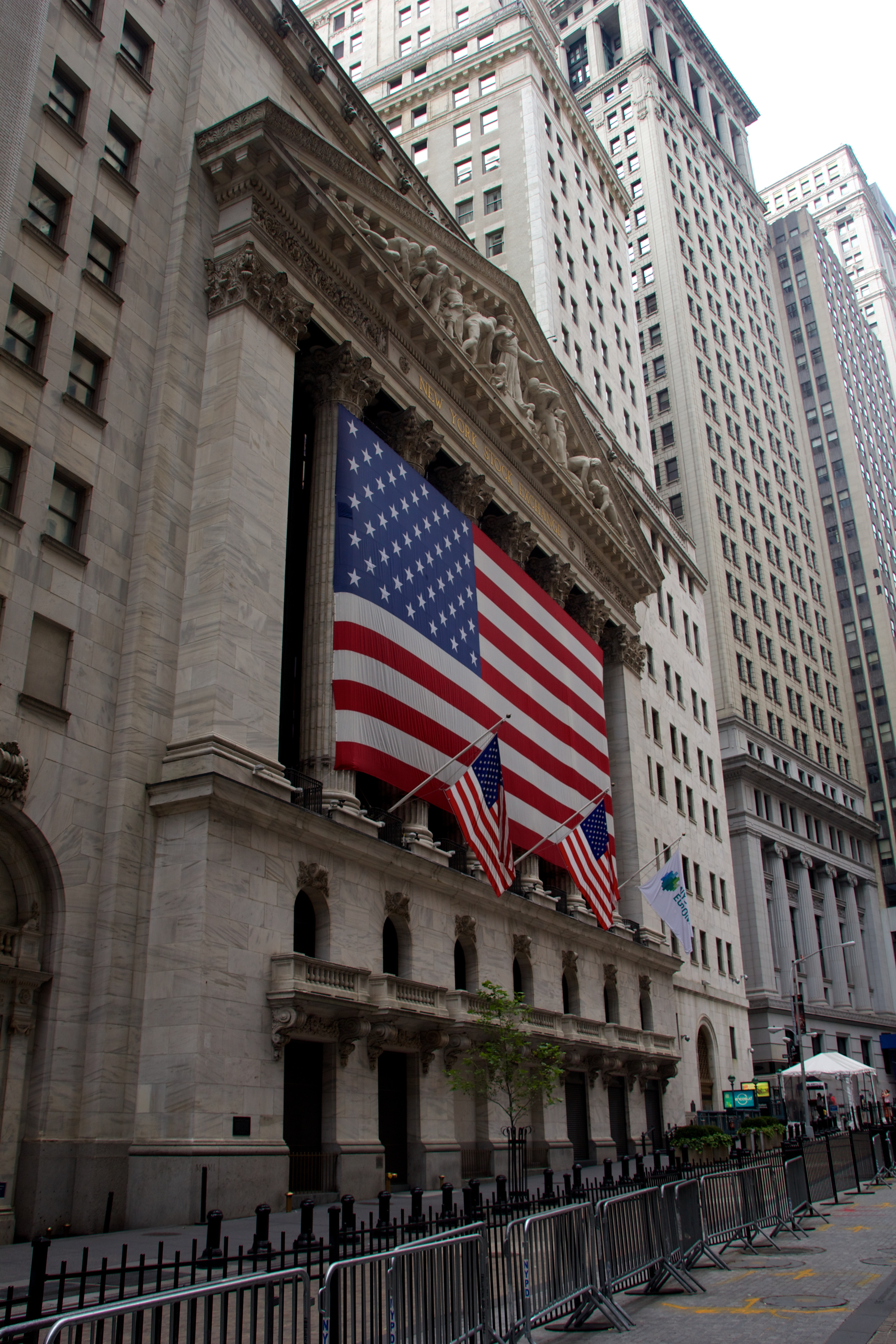
Budova NYSE, Wall Street, New York, v roce 2012

New York Stock Exchange (zkráceně NYSE), je americká burza cenných papírů se sídlem v městě New Yorku, Spojené státy americké (USA), na známé Wall Street na dolním Manhattanu, č. 11. Tato burza je s velkým předstihem největší burzou pro obchodování s akciemi na světě, měřeno dle tržní hodnoty (market value) všech obchodovaných akcií. Obchod na ní je uskutečňován prezentačním systémem s velmi rychlou podporou počítačů.

## Historie
Plány na vybudování newyorské burzy započaly v New Yorku roku 1792 podpisem dohody o obchodu s cennými papíry (tzv. Buttonwoodská dohoda). Tuto první dohodu podepsalo 24 brokerů (makléřů). Newyorská burza však byla oficiálně založena až 8. března 1817 jako druhá nejstarší burza ve Spojených státech (po burze ve Philadelphii, která vznikla již v roce 1790). Nynější název burzy, New York Stock Exchange, vznikl roku 1863.
Nynější poloha burzy na Mannhattanu byla rozhodnuta v roce 1865. Ještě v roce 1882 měla NYSE prostory na ulici Broad Street, na číslech 10–12 a 18. Budova na č. 18, na rohu Wall Street a Exchange Place, byla v roce 1978 zapsána do seznamu národních historických míst USA (National Historic Landmark). Totéž platí o nynější hlavní budově NYSE na Wall Street č. 11.
Významnou událostí v historii NYSE byl vznik doposud největšího burzovního krachu ve světových dějinách dne 24. října 1929. Tento den připadl na čtvrtek, je proto nazýván Black Thursday (černý čtvrtek, viz Krach na newyorské burze). Opravdu velká panika a obrovský výprodej akcií za stále nižší ceny však vznikly až v následujícího úterý 29. října 1929. Tehdy spáchalo několik obchodníků s akciemi sebevraždu, mj. tím, že vyskočili z okna burzy na dlažbu. Onen den, tzv. Black Tuesday (černé úterý), zůstal ještě více v paměti lidí než předchozí čtvrtek.

## Organizace
Členem této burzy se může stát pouze fyzická osoba. Počet členů je 1366, členství je možno odkoupit nebo pronajmout. NYSE spravuje nezisková korporace NYSE Euronext. Samotná správa burzy pak funguje obdobně jako akciová společnost, členové volí nejvyšší orgán burzy, kterým je tzv. rada ředitelů (Board of Directors).
Kontrola správného průběhu obchodování s cennými papíry na této burze je dosti problematická, proto se vytvořil čtyřstupňový systém kontroly, jehož nejvyšším orgánem je Kongres Spojených států amerických. Obchodování jednotlivých titulů je pod kontrolou tzv. burzovního specialisty, ten musí udržovat likviditu, tedy nakupovat a prodávat neuspokojené příkazy. Mimo něj jsou zde makléři, kteří velké obchody dohadují pomocí tzv. open outcry se specialistou.
V budově NYSE na Wall Street č. p. 11 je k dispozici 21 místností pro obchodování.
Reprezentativním indexem vývoje kurzů akcií je NYSE Composite pro všechny obchodované tituly a Dow Jones Industrial Average (DJIA) pro 30 největších akciových společností USA.

## Tržní kapitalizace obchodovaných akcií
Před vypuknutím poslední světové finanční krize byla tržní kapitalizace všech obchodovaných akcií 28500 mld dolarů (květen 2008). Podle údajů z června 2017 je současná tržní hodnota akcií o něco nižší, a sice 21300 mld dolarů.
Průměrná denní hodnota všech obchodů na NYSE byla v roce 2013 kolem 169 miliard dolarů, což dokazuje velkou intenzitu obchodování po celý den.

## Galerie

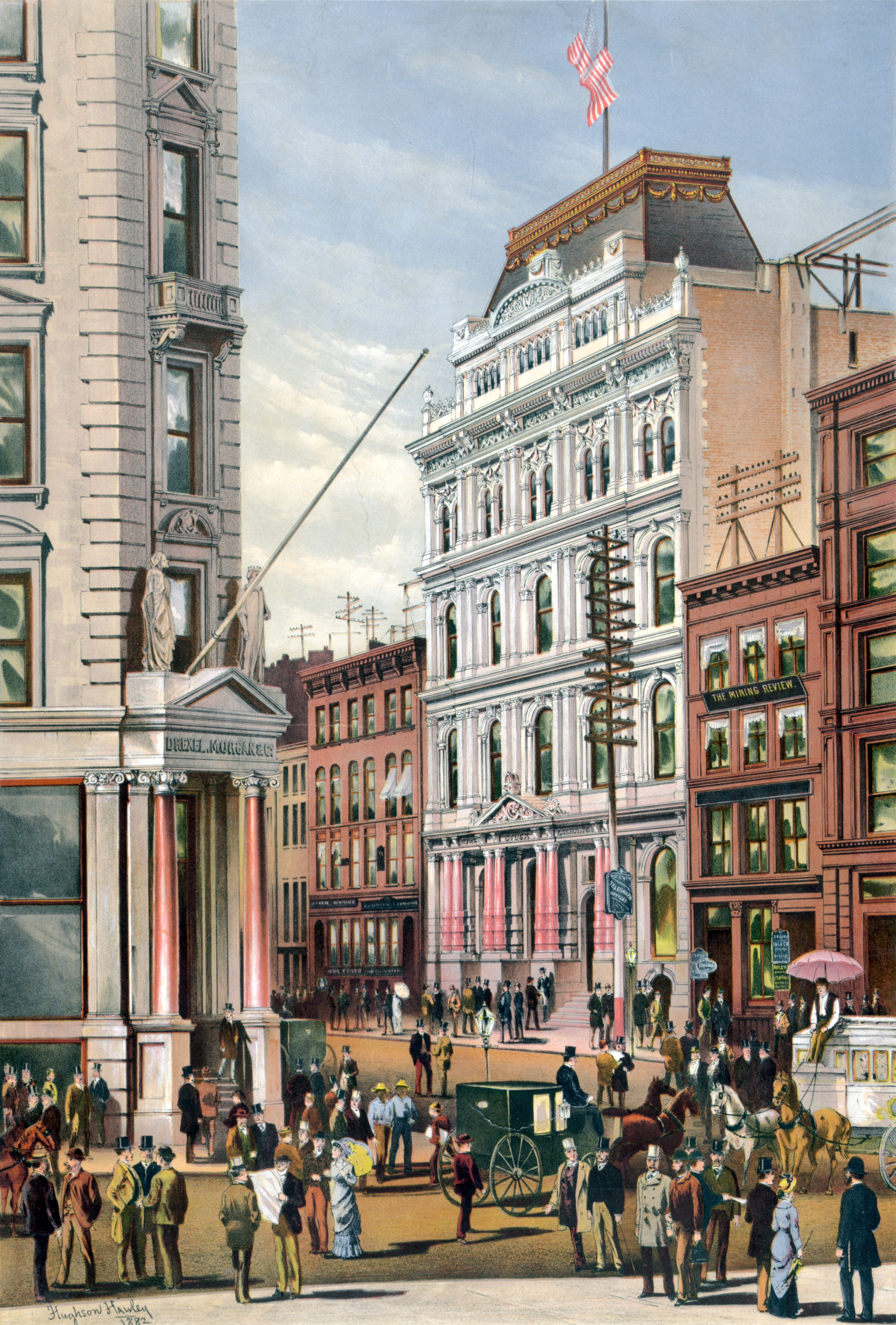
Budova newyorské burzy na Broad Street č. 10-12 v roce 1882
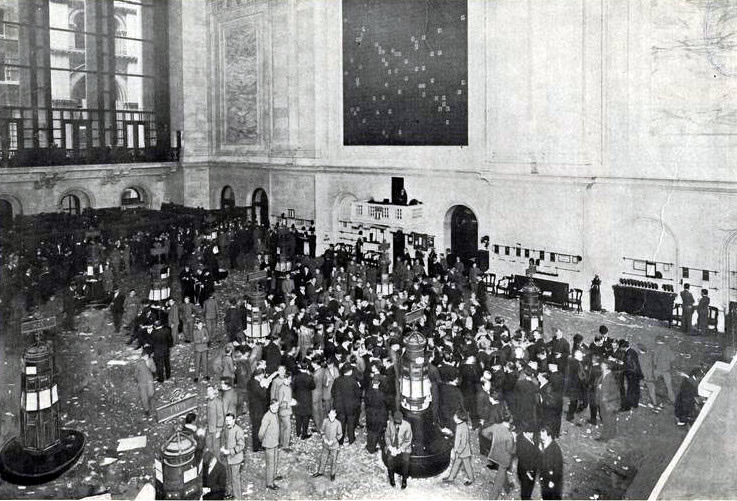
Tzv. trading room burzy v roce 1908
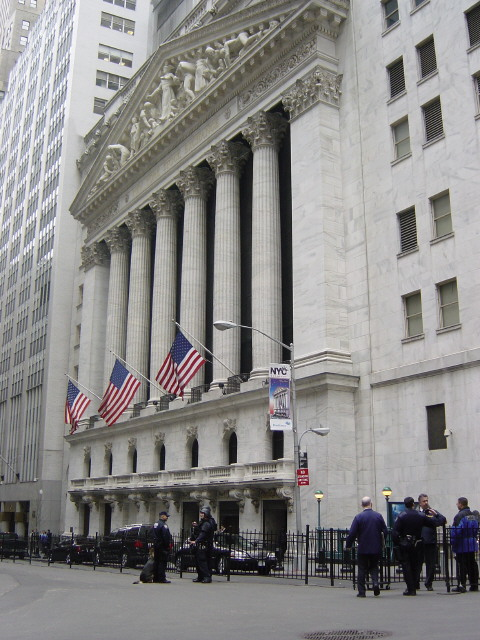
Bezpečnostní opatření během čtyř dnů po událostech 11. září 2001; tehdy byla NYSE uzavřena
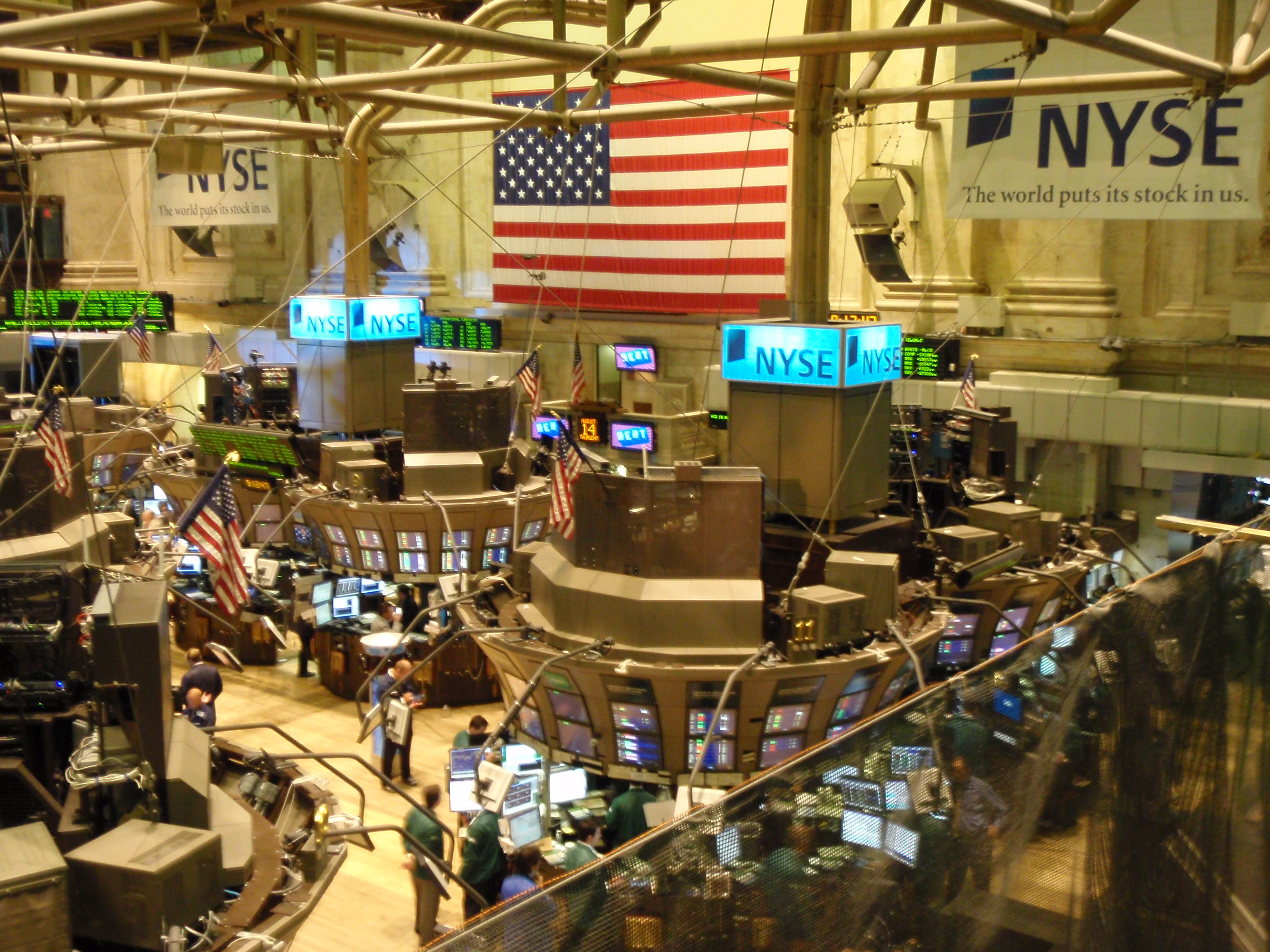
Pohled na obchodování v roce 2008
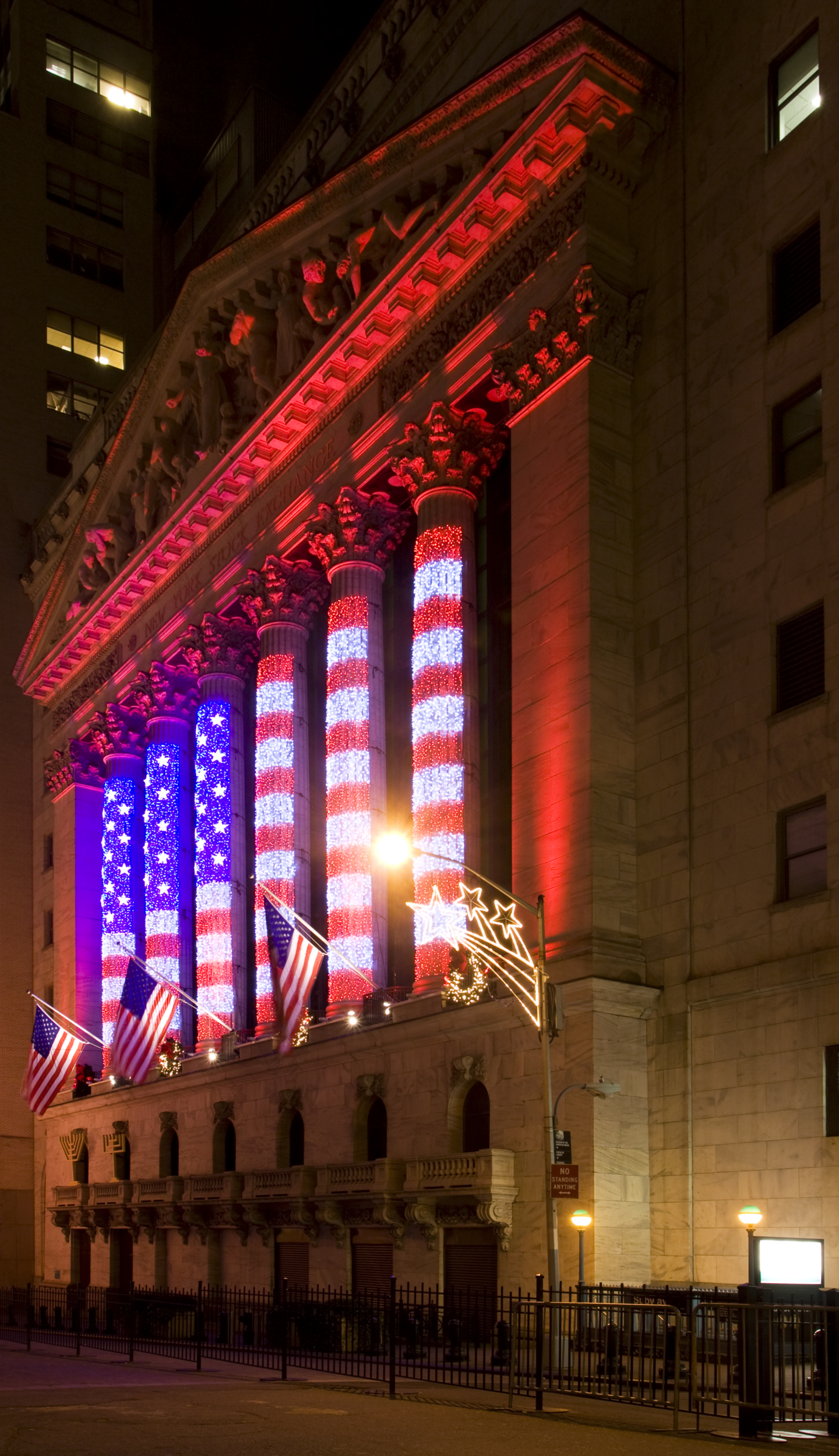
NYSE během Vánoc 2008
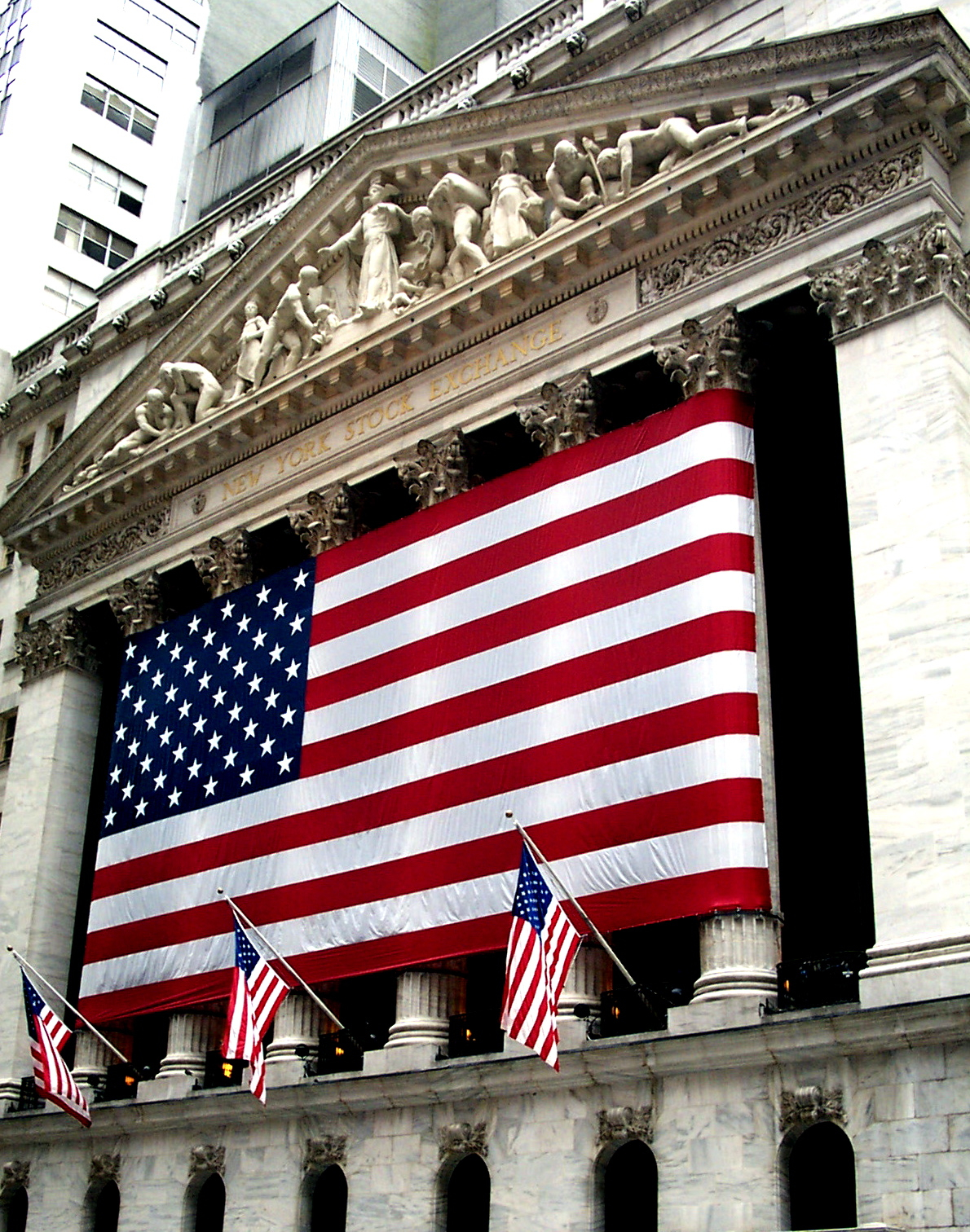
Průčelí budovy NYSE, Wall Street č. 11